# Jarosław Hałan

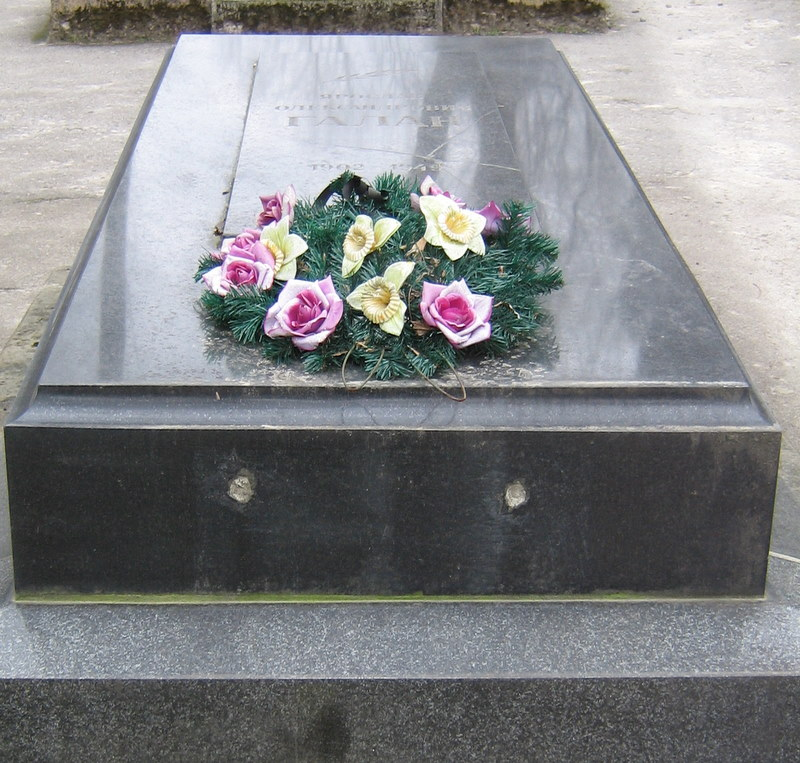
Grób Hałana na Cmentarzu Łyczakowskim we Lwowie

Jarosław Ołeksandrowycz Hałan, lub Jarosław Akwilij Gałan ukr. Яросла́в Олекса́ндрович Гала́н, Ярослав Аквілій Ґалан, ps. „Towarzysz Jaga” (ur. 27 lipca 1902 w Dynowie, zm. 24 października 1949 we Lwowie) – ukraiński pisarz, dramaturg, publicysta, związany z ruchem komunistycznym.

## Życiorys
Ukończył ukraińskie gimnazjum w Przemyślu, następnie studiował w Wyższej Szkole Handlowej w Trieście. W latach 1922–1926 studiował na Uniwersytecie Wiedeńskim, w latach 1926–1928 na Uniwersytecie Jagiellońskim.
W 1924 wstąpił do Komunistycznej Partii Zachodniej Ukrainy. Za działalność polityczną był dwukrotnie skazany na karę więzienia (w 1934 i w 1937).
W 2. połowie lat 20. stworzył we Lwowie grupę ukraińskich pisarzy rewolucyjnych „Horno”. Jego twórczość nacechowana była nienawiścią do kapitalizmu, mieszczaństwa, religii, patriotyzmu. Opisywał życie polskiego, ukraińskiego i żydowskiego proletariatu.
W latach 1939–1941 działał na anektowanych przez Sowietów południowo-wschodnich ziemiach II RP, wychwalając w prasie „wyzwoleńczą” władzę radziecką.
W czasie II wojny światowej pracował w redakcjach frontowych gazet Armii Czerwonej i sowieckim radiu.
W 1946 był korespondentem gazety „Radianśka Ukrajina” na procesie norymberskim.
W czasie wojny i po wojnie atakował ideę państwowości ukraińskiej, Organizację Ukraińskich Nacjonalistów (OUN), Ukraińską Powstańczą Armię (UPA) oraz szczególnie Ukraiński Kościół greckokatolicki. Jego pamflet „Pluju na Papu!” (Pluję na papieża) był odpowiedzią na ekskomunikę nałożoną na niego przez papieża Piusa XII.
Zginął (według oficjalnej radzieckiej wersji) w swoim gabinecie od 11 ciosów siekierą, zabity przez osoby powiązane z Organizacją Ukraińskich Nacjonalistów (siedemnastoletni Mychajło Stachur i osiemnastoletni Ilarij (Hilary) Łukaszewycz – później zostali na mocy wyroku sądowego straceni).
W 1952 pośmiertnie przyznano mu Nagrodę Stalinowską.